# Jean-Pierre Hanrioud
Jean-Pierre Hanrioud, né le 23 octobre 1936 à Bourg-en-Bresse, est un ancien pilote automobile français de rallyes et sur circuits.

## Biographie
Sa carrière en compétitions automobiles s'étale entre 1956 et 1972. Il a ainsi pu évoluer successivement sur Peugeot 203 Spéciale, DB (HBR5), CD Panhard, Fiat Abarth (1000  Bialbero), Simca Abarth 1300, Alpine (A110, A210) Porsche (904,906,911S, 910, 907) Ford (Mustang 4.7, GT 40) Renault (R8 Gordini) BMW (2002, 2002 TI) Ferrari (275 GTB/C)  Chevron (B16 BMW) et Opel (Ascona).
Il devient pilote d'usine chez Alpine en 1965 et, en 1966, il offrira à cette marque ses premières victoires au scratch de son histoire avec la Berlinette A 110 (Critérium Neige et Glace et surtout, dans la foulée, le Rallye Lyon-Charbonnières).
En 1967, il intègre l'équipe d'usine Porsche pour les Rallyes sur 911 S. Il terminera cette saison 2e du Championnat d'Europe des Rallyes en catégorie GT derrière son équipier chez Porsche Vic Elford.

## Palmarès
- Rallye alpin des 10 cols (1re victoire notable, fin des années 1950) ;
- Liège-Rome-Liège: victoire de classe en 1959 (1 300 cm3 GT, sur Peugeot 203 spéciale) ;
- Rallye du Mont-Blanc: 1965, sur Alpine A110 1100 (copilote Xavier Foucher, et 1er en catégorie GT) ;
- Critérium Neige et Glace: 1966, sur Alpine A110 1300[2] ;
- Rallye Lyon-Charbonnières: 1966, sur Alpine A110 1300 (copilote Jean-Claude Peray) ;
- Challenge Shell 1966 ;
- Course de côte du Mont Ventoux: 1966 (Ford Mustang), 1967 (Porsche 911S) et 1968 (Pygmée) pour trois victoires de groupe successives;
- Tour de Corse: victoire du groupe 3 en 1967, sur Porsche 911S[3];
- Tour de France automobile: victoire de catégorie en 1970, sur Porsche 911S (GT de série, copilote Michel Viollet - 9e au général);
  - 2e du rallye Lyon-Charbonnières - Stuttgart-Solitude en 1967, sur Porsche 911S 2000 (copilote Jacques Ray - rallye d'Allemagne de l'Ouest, en ERC)[4];
  - 2e du Prix de Paris GT en 1965, sur Alpine (Linas-Montlhéry);
  - 2e des 1 000 kilomètres de Paris en 1966, sur Porsche 906 (avec André Wicky -préparateur à Lausanne-, Linas-Montlhéry);
  - 2e du Prix de Paris GT en 1967, sur Porsche 911S (Linas-Montlhéry);
  - 4e du rallye de Genève en 1967, sur Porsche 911S (copilote Jean-Claude Syda, en ERC);
  - Participation aux 24 Heures du Mans à six reprises entre 1962 et 1971 (abandons, sur Panhard, Alpine et Porsche);
  - Participation au Rallye de la Coupe du Monde en 1970 (avec René Trautmann, sur Citroën DS 21);
  - Participation au Paris Dakar en 1980 (sur Land Rover)[5].